# Bunk Gardner
Bunk Gardner (* jako John Leon Gardner; 2. května 1933, Cleveland, Ohio, USA) je americký hudebník, hráč na flétnu, pikolu, klarinet, fagot a saxofon. Nejvíce se proslavil spoluprací se skupinou The Mothers of Invention. Po rozpadu Mothers of Invention se stal členem Geronimo Black a také spolupracoval s Frankem Zappou.

## Diskografie

### The Mothers of Invention
- Absolutely Free (1967)
- We're Only in It for the Money (1968)
- Cruising with Ruben & the Jets (1968)
- Uncle Meat (1969)
- Burnt Weeny Sandwich (1970)
- Weasels Ripped My Flesh (1970)
- Ahead of Their Time (1993)

### Frank Zappa
- Lumpy Gravy (1968)
- You Can't Do That on Stage Anymore, Vol. 1 (1988)
- You Can't Do That on Stage Anymore, Vol. 4 (1991)
- You Can't Do That on Stage Anymore, Vol. 5 (1992)
- Mystery Disc (1998)